# Alan Charlesworth
Pour les articles homonymes, voir Charlesworth.
Alan Moorehouse Charlesworth est un officier supérieur de la Force aérienne royale australienne, né le 17 septembre 1903 à Lottah en Tasmanie et mort le 21 septembre 1978 à Glen Iris dans l'État de Victoria.
Diplômé du Collège militaire royal de Duntroon, il sert avec le 2e Regiment de l'Australian Light Horse dans le Queensland, avant d'être muté dans l'armée de l'air en 1925. Avant la guerre, il passe la majeure partie de sa carrière de pilote au sein du No. 1 Squadron dans les bases aériennes Williams. En 1932, il entreprend une série de vols de reconnaissance à travers toute l'Australie, exploit pour lequel il est décoré de l'Air Force Cross. Après le déclenchement de la guerre, Charlesworth est chargé du commandement du 2e Escadron de Laverton et la station Pearce de la Force aérienne en Australie occidentale. Nommé air officer commanding (AOC) de l'Eastern Area Command en décembre 1943, il est promu air commodore à titre temporaire l'année suivante et prend le commandement du North-Western Area Command à Darwin, dans le Territoire du nord.
Pour ses efforts de guerre durant la guerre du Pacifique, Charlesworth est nommé commandant de l'Ordre de l'Empire britannique. En 1947, il dirige la School of Land/Air Warfare, après quoi il est chargé du commandement de la base Williamtown, en 1949. Plus tard dans l'année, il est nommé chef d'état-major de la Force d'occupation du Commonwealth britannique au Japon et organise l'assistance des unités de la Force aérienne australienne engagées dans la guerre de Corée. À son retour en Australie en 1951, il est élevé au rang d'air vice-marshal par intérim et devient AOC du Southern Area. Avant sa retraite de l'armée de l'air, il prend le commandement du RAAF Overseas Headquarters à Londres, entre 1954 et 1955. Lorsqu'il quitte l'armée, il devient associé à la Cour suprême de Victoria au titre de juge. Il décède dans sa maison de Glen Iris en 1978.